# Foto-Studio Hiller
Das Foto-Studio Hiller in Bezau war ein österreichisches, für den Bregenzerwald regional bedeutendes Fotoatelier. Es wurde im Jahr 1923 von dem Bildhauer Johann Kaspar Hiller (1887–1946) gegründet und bestand 72 Jahre lang, bis 1995. Der rund hunderttausend Aufnahmen umfassende Nachlass des Foto-Studios Hiller enthält neben zahlreichen Porträt- und Gruppenfotos sowie Ansichtspostkarten aus dem Bregenzerwald auch Fotografien aus dem Ersten Weltkrieg.

## Werdegang
Der Gründer des Foto-Studios Hiller, Johann Kaspar Hiller, geboren 1887 in Reuthe nahe Bezau, gestorben 1946 in Seefeld in Tirol, erhielt eine Ausbildung zum Bildhauer im Allgäu. Er fotografierte zunächst nur die von ihm hergestellten Plastiken. Im Ersten Weltkrieg wurde er als Soldat eingezogen. Er nahm seinen Fotoapparat mit ins Feld und fertigte über 150 Fotografien von seinem Kriegseinsatz an der italienischen Front an.
1922 heiratete er Maria Urslau Dünser (geb. 29. August 1890 in Bezau; gest. 19. April 1971). Das Ehepaar bekam fünf Kinder:
1. Kaspar junior (geb. 6. März 1923)
2. Rudolf (geb. 7. Januar 1925)
3. Hedwig (geb. 8. März 1927)
4. Melitta (geb. 25. Februar 1930)
5. Regina (geb. 1932)

Nach seiner Heirat im Jahr 1922 konzentrierte Johann Kaspar Hiller senior sich auf die Fotografie und richtete ein eigenes Studio im Haus seiner Schwiegereltern in Bezau ein. Bald kamen Menschen aus dem ganzen Bregenzerwald nach Bezau, um sich bei Hiller porträtieren zu lassen.
Lebensereignisse wie die Erstkommunion, die Hochzeit oder auch die militärische Musterung der „Spielbuben“ (Rekruten eines Jahrgangs) wurden fotografisch dokumentiert; auch Post-mortem-Fotografie am Sterbebett des Verstorbenen war zeitweilig üblich. Auf diese Weise dokumentierter das Foto-Studio Hiller im Verlauf von sieben Jahrzehnten die Lebensläufe ganzer Familien von der Wiege bis zur Bahre.
In den 1930er Jahren erlebte das Fotografengeschäft dank des aufkommenden Fremdenverkehrs einen Aufschwung, insbesondere im Postkartengeschäft. Es kam vor, dass Gasthäuser und Hotels aus der Umgebung tausend Abzüge von Hillers Postkarten bestellten. 1944, gegen Ende des Zweiten Weltkriegs, wurde Johann Kaspar Hiller senior zum Volkssturm eingezogen und später von Nationalsozialisten verhaftet. Er starb 1946 in Seefeld in Tirol an einer Lungenembolie. Sein Sohn Rudolf, der Soldat im Zweiten Weltkrieg war, fiel mit 19 Jahren. Nach Johann Kaspar Hillers Tod im Jahr 1946 übernahm sein Sohn Kaspar junior (geb. 6. März 1923; gest. 3. Mai 1958) das Fotostudio Hiller. Nachdem Kaspar Hiller junior im Jahr 1958 an einem Herzinfarkt verstorben war, übernahm seine Schwester Hedwig (geb. 8. März 1927; gest. 9. Dezember 2017) den Familienbetrieb. Sie durchlief eine fotografische Ausbildung und etlichen Praktika bei renommierten Fotografen, absolvierte erfolgreich die Gewerbeschule in Innsbruck und legte 1959 als erste Frau in Vorarlberg die Meisterprüfung als Fotografin ab. Vorübergehend übernahm Melitta (Melitta Hiller, verheiratete Troy; geb. 25. Februar 1930; gest. 29. November 2018 in Egg), eine weitere Schwester, das Geschäft, heiratete dann aber und schied aus dem Betrieb aus. Hedwig Berchtel (geb. Hiller) modernisierte das Fotostudio und leitete es, bis sie sich im Jahr 1995 mit etwa 68 Jahren zur Ruhe setzte.
Hedwig Berchtel ließ in Bezau-Kriechere ein modernes, vom Bezauer Architekten Leopold Kaufmann entworfenes Fotostudio mit einer zentralen Dunkelkammer erbauen. In dem sehenswerten, für Bezau ungewöhnlichen Gebäude hat sich im Jahr 2012 ein Architekten-Büro niedergelassen. Das Haus gehört Hedwig Berchtels Sohn Rudolf Berchtel, der sich für den Erhalt des Nachlasses der Familie Hiller einsetzt.
Die Auftragsbücher des Foto-Studios Hiller sind so vollständig erhalten und die Fotografenfamilie hat die von ihr aufgenommenen Personen so akribisch mit Datum und Ort aufgezeichnet, dass dies Chronisten ermöglicht, die Lebenswege der dargestellten Personen nachzuvollziehen. Die Vorarlberger Landesbibliothek hat im Jahr 2022 eine repräsentative Auswahl der besten Fotos aus der Sammlung Hiller digitalisiert; die Originale werden im Bregenzerwald-Archiv in Egg aufbewahrt.
Im Vorarlberg-Museum in Bregenz werden seit dem 27. Mai 2023 etwa 5000 Fotos aus der Sammlung Hiller in einer vom Fotografen und Künstler Arno Gisinger kuratierten Sonderausstellung gezeigt.